# Fosfat
Fosfati - v anorganski kemiji - so soli fosforne kisline . V organski kemiji so bodisi organofosfati ali estri fosforne kisline. Organski fosfati so še posebej pomembni v biokemiji , biogeokemiji in ekologiji . Da bi pridobili fosfor za potrebe kmetijstva in industrije, se anorganski fosfati prebijejo v zadevnih rudnikih [ 2 ] [ 3 ] [ 4 ]
Ko se pri povišanih temperaturah pojavijo v trdnem stanju, lahko fosfati kondenzirajo in tvorijo pirofosfate .

## Kemijske lastnosti
Fosfat ion je  poliatomskih z empirično formulo PO4 3- in molekulsko maso od 94 973 g / mol. Sestoji iz osrednjega atoma fosforja, obdano s štirimi atomi kisika v tetraedrskim 
konfiguraciji. Fosfatni ion nosi tri negativne formalne elektronske žarke - konjugirano bazo ionov vodikovih fosfatov, HPO 4 2- , ki je sama konjugirana baza H 2 PO 4 - , dihidrogenirani fosfatni ioni. Ta konjugirana baza je H 3 PO 4 ,fosforna kislina . Je hipervententna molekula (v valenci je atoma fosforja 10 elektronov). Fosfat je tudi organofosforna spojina s formulo OP (OR) 3 .
Fosfatne soli se tvorijo, ko se pozitivno nabit ion povezuje z negativno nabitimi atomi kisika in tvorijo ionsko spojino . Mnogi fosfati niso topni v vodi pri standardni temperaturi in tlaku . Natrijev , kalij , rubidij , cezij in amonijevi fosfati so topni v vodi. Večina drugih fosfatov je zelo malo topnih ali netopnih v vodi. Praviloma so vodik in dihidrogenfosfati nekoliko bolj topni od ustreznih fosfatov. Pirofosfati so večinoma topni v vodi.
V raztopljenih vodnih raztopinah je lahko fosfat v štirih oblikah. V močno bazičnem okolju prevladuje fosfatni ion (PO 4 3- ), medtem ko v slabih razmerah tal prevladuje ion vodikovega fosfata (HPO 4 2- ). V slabo kislih pogojih je najpogosteje uporabljen dihidrogenfosfatni ion (H 2 PO 4 - ). V močno kislem okolju je glavna oblika fosforjeva kislina (H 3 PO 4 ).

## Uporaba
Fosfati igrajo pomembno vlogo v biokemiji. Vključeni so v pomembne molekule za celoten rastlinski in živalski svet - deoksiribonukleinska kislina ( DNA ) in adenosintrifosfat (ATP)